# 큰나무두더지
큰나무두더지 또는 큰나무타기쥐(Tupaia tana)는 청서번티기과에 속하는 작은 나무두더지의 일종이다. 수마트라섬과 그 인근 지역의 작은 섬들과 보르네오섬의 저지대와 구릉 지대에서 발견된다.